# Tequila (Jalisco)
Tequila é um município do estado de Jalisco, México. O nome Tequila teve origem na palavra náhuatl Tecuilan ou Tequillan, que significa lugar de tributos.
A cidade de Tequila é famosa por ter dado o seu nome à bebida Tequila, sendo uma das principais produtoras dessa bebida mexicana (por ano mais de 250 milhões de litros desta bebida espirituosa).
Em 2005, o município possuía um total de 38.534 habitantes.